# Regular Polytopes
Regular Polytopes is een meetkundig boek, dat werd geschreven door Canadese meetkundige H.S.M. Coxeter. Coxeter werkte ruim twintig jaar aan het boek. De eerste editie verscheen in 1947. In 1963 en opnieuw in 1973 werd het boek geactualiseerd en heruitgegeven. 
Het boek geeft een uitgebreid overzicht van de meetkunde van de regelmatige polytopen, de veralgemening van regelmatige veelhoeken en regelmatige veelvlakken naar hogere dimensies. 

## Scope
Coxeter begint met de introductie van twee-dimensionale veelhoeken (polygonen) en driedimensionale veelvlakken (polyhedra). Hij geeft dan een strikte combinatorische definitie van "regelmatig" en gebruikt deze vervolgens om aan te tonen dat er behalve de vijf Platonische lichamen geen andere convexe regelmatige veelvlakken bestaan. Het begrip "regelmatig" wordt uitgebreid tot niet-convexe vormen, zoals sterveelhoeken en sterveelvlakken; naar tessellaties en honingraten en naar polytopen in hogere dimensies. Coxeter introduceert en maakt gebruik van groepen van reflecties die later bekend kwamen te staan als Coxeter-groepen.
Het boek combineert algebraïsche striktheid met een duidelijke uitleg, die vaak wordt geïllustreerd met diagrammen en met een diagrammatische notatie voor wythoff-constructies. De zwart-witte foto's laten vaste modellen van driedimensionale veelvlakken, en ijzerdraad-modellen van projecties van sommige hoger-dimensionale polytopen zien. Aan het einde van elk hoofdstuk voegt Coxeter een "historische opmerkingen" sectie toe, waarin hij vanuit historisch perspectief een overzicht van de ontwikkeling van het onderwerp schetst.

## Belang
Regular Polytopes is een standaard naslagwerk over regelmatige veelhoeken, veelvlakken en hun hoger dimensionale analoga. Het boek is ongebruikelijk door de breedte van haar dekking, haar combinatie van wiskundige striktheid met meetkundig inzicht en de duidelijkheid van de diagrammen en illustraties.